# Saturninus (Trente Tyrans)
Publius Sempronius Saturninus est l’un des trente empereurs dits les trente tyrans, mort vers 267. 
Saturninus avait remporte plusieurs victoires sur les barbares et avait été élevé par Valerien aux premiers emplois militaires. Il fut proclamé empereur par ses soldats l’an 263 et leur dit à cette occasion, s’il faut eu croire Trebellius Pollion : « Vous avez perdu un bon général en vous donnant un assez mauvais empereur. » Il déploya cependant des qualités remarquables pendant son règne, qu’on croit avoir duré quatre années. 
Il fut massacré par ses soldats, mécontents de la discipline sévère qu’il leur avait imposée.

## Source
« Saturninus (Trente Tyrans) », dans Pierre Larousse, Grand dictionnaire universel du XIXe siècle, Paris, Administration du grand dictionnaire universel, 15 vol., 1863-1890 [détail des éditions].